# TNMK
TNMK é um grupo de hip-hop ucraniano formado em 1998, na cidade de Kharkiv (Carcóvia), atualmente consiste de 7 membros.

## Discografia
- 1998 : Зроби мені хіп-хоп (Nova Records)
- 2001 : Нєформат (Volya muzyka)
- 2003 : ReФорматЦія (Artur Music)
- 2004 : Jazzy. Live in 44 (Moon records)
- 2004 : Пожежі міста Вавілон (Astra Records)
- 2005 : Сила (Moon Records)
- 2007 : ReФорматЦія Vol.2 (Vesna Music)
- 2009 : ReФорматЦія-2.2
- 2010 : С.П.А.М. (Moon Records)
- 2014 : Дзеркало (Lavina Music)